# Yahoo (Webportal)
Yahoo (Eigenschreibweise yahoo!, deutsche Aussprache: [jaː'huː]) ist ein US-amerikanisches Webportal, das die Suchmaschine Yahoo Search und damit verbundene Dienste wie My Yahoo, Yahoo Mail, Yahoo News, Yahoo Finance, Yahoo Sports und seine Werbeplattform Yahoo Native anbietet. Es wird von der gleichnamigen Firma Yahoo! Inc. betrieben, die sich zu 90 % im Besitz von Apollo Global Management und zu 10 % im Besitz von Verizon befindet.
Yahoo wurde im Januar 1994 von Jerry Yang und David Filo auf den Weg gebracht und war einer der Pioniere der frühen Internet-Ära in den 1990er Jahren. In den 2010er Jahren ging seine Nutzung jedoch zurück, da einige seiner Dienste eingestellt wurden und das Unternehmen Marktanteile an Facebook und Google verlor.

## Etymologie
Das Wort „Yahoo“ ist ein Backronym für „Yet Another Hierarchically Organized Oracle“ oder „Yet Another Hierarchical Officious Oracle“. Der Begriff „hierarchisch“ beschrieb, wie der Yahoo-Katalog in Schichten von Unterkategorien angeordnet war. Der Begriff „Orakel“ sollte „Quelle der Wahrheit und Weisheit“ bedeuten, und der Begriff „officious“ bezog sich nicht auf die normale Bedeutung des Wortes (etwa aufdringlich, dienstfertig), sondern beschrieb die vielen Büroangestellten, die die Yahoo-Datenbank nutzten, während sie von der Arbeit aus surften. Die Gründer Filo und Yang bestehen jedoch darauf, dass sie den Namen hauptsächlich deshalb gewählt haben, weil ihnen die Slang-Definition eines „Yahoo“ gefiel (die von College-Studenten in David Filos Heimat Louisiana in den späten 1980er und frühen 1990er Jahren für einen ungebildeten Südstaatler vom Lande verwendet wurde): „unhöflich, ungebildet, ungehobelt“. Diese Bedeutung leitet sich von den Yahoo ab, fiktiven menschenähnlichen Wesen aus Gullivers Reisen.

## Dienste
Neben der ursprünglichen Suchfunktion über einen hierarchischen Katalog, später per Suchmaschine, bietet das Webportal eine Reihe von Diensten an, um die Besucher möglichst lange auf ihrer Website zu halten.
- Yahoo Mail
- Yahoo Kalender
- Yahoo Nachrichten
- Yahoo Finanzen

Auf der englischsprachigen Subdomäne sports.yahoo.com bietet seit Dezember 1997 Yahoo Sports eine Vielzahl von Informationen und Berichten zu zahlreichen Sportarten an.

### Eingestellt
Etliche der Dienstleistungen wurden nach einiger Zeit wieder eingestellt, z. B. Yahoo! GeoCities (aktiv bis 2009) und Yahoo Maps (aktiv bis 2011). Yahoo Music war ein digitaler Vertriebskanal für DRM-geschützte Musikdateien, der im September 2009 geschlossen wurde. Der Yahoo Messenger begann unter dem Namen Yahoo! Pager seinen Dienst, wurde zwei Jahre später in Messenger umbenannt und nach 20 Jahren Betrieb im Juli 2018 abgeschaltet.